# Inaba Masamichi
Inaba Masamichi est un nom japonais traditionnel ; le nom de famille (ou le nom d'école), Inaba, précède donc le prénom (ou le nom d'artiste).
Inaba Masamichi (稲葉 正則, 22 décembre 1640-22 novembre 1716) est un daimyō du domaine d'Odawara dans la province de Sagami (actuelle préfecture de Kanagawa) au début de l'époque d'Edo de l'histoire du Japon. Il est plus tard transféré au domaine de Takada dans la province d'Echigo puis au domaine de Sakura dans la province de Shimōsa. Son titre de courtoisie est Mino no kami.
Le domaine de Masamichi est celui d'Odawara jusqu'en 1686, lorsque le shogunat se libère de sa relation avec cet endroit pour transférer les Inaba vers un autre emplacement foncier.

## Biographie
Inaba Masamichi est le fils ainé d'Inaba Masanori, précédent daimyō d'Odawara. Grâce à l'influence du tairō Sakai Tadakiyo, il s'élève rapidement dans la hiérarchie du shogunat Tokugawa. Il est nommé simultanément aux fonctions de sōshaban (maître des cérémonies) et jisha-bugyō le 9 avril 1681 et reçoit une autre nomination simultanée au poste de Kyoto shoshidai le 24 décembre de la même année.
Au départ à la retraite de son père en 1683, il devient chef du clan Inaba et hérite de la position de daimyō d'Odawara (102 000 koku). Son cousin, Inaba Masayasu, sert comme wakadoshiyori à Edo.  Masayasu visite Kyoto dans le cadre d'une inspection formelle en 1683.
Cependant, en 1685, Masamichi reçoit l'ordre de démissionner de son poste de Kyoto shoshidai et de déménager d'Odawara au domaine de Takada dans la province d'Echigo (103 000 koku).
Le 11 janvier 1701, Masamichi est nommé rōjū auprès du shogun Tokugawa Tsunayoshi et six mois plus tard est transféré au domaine de Sakura dans la province de Shimōsa (d'une valeur de 103 000 koku).
Le 7 août 1707, il se retire de la vie publique et transmet son domaine à son fils, Inaba Masatomo. Il meurt en 1716 et sa tombe se trouve au Yōgen-ji dans l'arrondissement de Bunkyō à Tokyo.

## Source de la traduction
- (en) Cet article est partiellement ou en totalité issu de l’article de Wikipédia en anglais intitulé « Inaba Masamichi » (voir la liste des auteurs).